# 554
Cette page concerne l'année 554  du calendrier julien. Pour l'année 554 av. J.-C., voir 554 av. J.-C. Pour le nombre 554, voir 554 (nombre).
L'année 554 est une année commune qui commence un jeudi.

## Événements
- Printemps : les comtes Bucçlin et Leutharis, à la tête de bandes de Francs et d'Alamans, marchent sur l'Italie du Sud en évitant Rome, où Narsès rassemble ses forces. Ils se séparent en deux corps qui ravagent les côtes des mers Adriatique et Tyrrhénienne[1].
- Juin : victoire des Ghassanides sur les Lakhmides à Chalcis (Qinnasrin) au sud-est d'Alep[2].
- 13 août : l'empereur byzantin Justinien Ier, à la demande du pape Vigile, établit la Pragmatique Sanction[3]. Il proclame l’extension immédiate à l’Italie du Code publié en 534 à Constantinople, du Digeste (recueil de textes de la jurisprudence antique) et des Novellae (Nouvelles constitutions impériales). La Sicile et la Dalmatie sont séparées de l’Italie, la Corse et la Sardaigne rattachées au gouvernement d’Afrique. L’Italie est érigée en Préfecture. Justinien lance un programme de réorganisation de l'administration après le chaos de 20 ans de guerre avec les Ostrogoths.
- Octobre : bataille du Volturno. Francs et Alamans de Bucçlin sont vaincus par Byzance près de Capoue, tandis que les hommes de Leutharis sont décimés par la peste[4]. Les Francs perdent la Vénétie. Les Ostrogoths se soumettent et sont envoyés par Byzance sur le front Perse.
- Décembre, Chine : les Wei Occidentaux prennent Jiangling, capitale des Liang, et la mettent à sac[5]. Plus de 100 000 habitants de la ville sont réduits en esclavage[6].

- Après avoir achevé la conquête de l'Italie, Justinien envoie des troupes plus nombreuses en Espagne qui débarquent à Carthagène pour soutenir la révolte du général wisigoth Athanagild contre Agila à Séville et celle des Romains de Cordoue[7]. Le littoral entre Valence et Malaga tombe aux mains de Justinien pour prix de son intervention.
- En Corée, le roi Sŏng du Koguryo est battu et tué à la bataille de Kwansan contre le Silla[8].